# Witch’s Stone

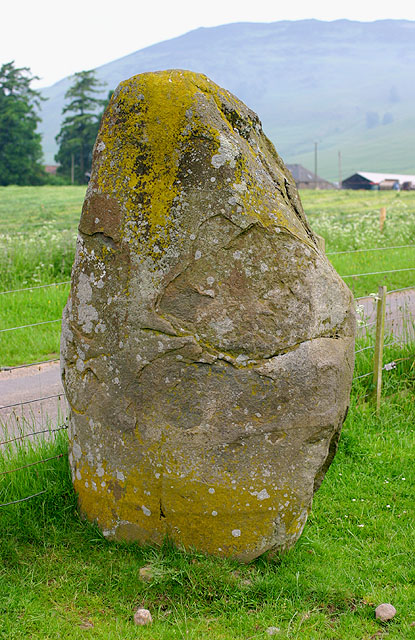
Witch’s Stone

Der etwa mannshohe Witch’s Stone (deutsch „Hexenstein“ – auch Meikle Obney genannt) steht nahe dem Ende der Meikle Obney Road im Weiler Waterloo bei Blairgowrie and Rattray in Perth and Kinross in Schottland.
Der Grund für die Namensgebung ist unbekannt, da es keine Aufzeichnungen darüber gibt, dass jemand in der Umgebung wegen Hexerei verurteilt wurde. Drei Menschen wurden 1598 in Dunkeld, nördlich von Waterloo, der Hexerei beschuldigt, aber freigesprochen. Zwei Frauen wurden jedoch im selben Jahr in Perth verurteilt.
Weiterer Witch’s oder Witches Stones (nicht zu verwechseln mit dem Kaminaufsatz) stehen in der Nähe von Monzie bei Crieff in Perth and Kinross, in den Craigs of Kyle in Ayrshire, bei Forres in Moray und bei Spott in East Lothian.